# Thomas James Henderson
Thomas James Henderson, škotski astronom, * 28. december 1798, Dundee, Angus, Škotska, † 23. november 1844, Edinburgh.

## Življenje in delo
Henderson je študiral pravo, vendar sta bili astronomija in matematika njegova konjička. Kot se pogosto zgodi, je konjiček popolnoma prevladal. Ko je našel nov postopek merjenja zemljepisne dolžine s pomočjo okultacije Lune, je nanj postal pozoren Thomas Young, takrat predstojnik »Navtičnega almanaha« Britanske kraljeve mornarice. Young je Hendersonu pomagal pri delu v astronomiji in ga celo predlagal v admiraliteto.
Leta 1831 je Henderson postal predstojnik Britanskega observatorija na Rtu dobre nade v Južnoafriški republiki. Tu je opazoval od aprila 1832 do maja 1833. Tako je imel priložnost opazovati α Kentavra (Centauri), ki je tretja najsvetlejša zvezda na nebu, in je tako daleč na južnem delu neba, da iz Evrope nikoli ni vidna. V Evropi so slišali zanjo šele po dobi raziskovanj. Zvezda še vedno nima drugega imena kot uradno astronomsko ime. Omenili so mu, da ima zvezda veliko lastno gibanje. Zaradi bolezni se je vrnil v Združeno kraljestvo in začel analizirati svoje opazovalne podatke. Nazadnje je prišel do zaključka da je njena paralaksa enaka približno 3/4" in je njena razdalja nekaj manj kot 1 parsek (današnja vrednost 0,762", razdalja 1,312 parseka, oziroma 4,280 svetlobnih let). Vrednost, ki jo je Henderson dobil, je bila zelo natančna in premajhna le za 33,7 %. Zaradi dvoma o natančnosti svojih inštrumentov odkritja ni želel objaviti. Istočasno je Friedrich von Struve leta 1837 meril in objavil paralakso Vege (α Lire (Lyrae)). To je pomenilo, da je oddaljenost α le malo večja kot 4 svetlobna leta. Njen sistem, ki se v daljnogledu iskaže kot fizično ternarni, je zato bliže kot 61 Laboda (Cygni) (Besslova paralaksa 37/100") ali celo Vege (von Struvejeva paralaksa 13/50") in je nam nabližje zvezdno telo. Najbližja od treh komponent, zelo majhna zvezda s slabo svetilnostjo, odkrita leta 1915, je Proksima (najbližja) Kentavra. Henderson je svoje račune končal pred Besslom. Svoje rezultate pa je objavil šele leta 1839, leto za njim. Tako velja Bessel za odkritelja zvezdne paralakse.
Hendersona so zaradi odličnega dela na Rtu dobre nade leta 1834 imenovali za prvega škotskega kraljevega astronoma. Njegov zasebni observatorij na Calton Hillu v Dundeeju, kjer je kot astronom prvič opazoval, so prodali Univerzi v Edinburghu. Na predlog ministrskega predsednika vikonta Melbourna je tam postal profesor astronomije in tu ostal do svoje smrti.